# Gulstjärtad brunpraktmal
Gulstjärtad brunpraktmal (Crassa unitella) är en fjärilsart som först beskrevs av Jacob Hübner 1796.  Gulstjärtad brunpraktmal ingår i släktet Crassa, och familjen praktmalar, (Oecophoridae). Arten är reproducerande i Sverige.

## Bildgalleri

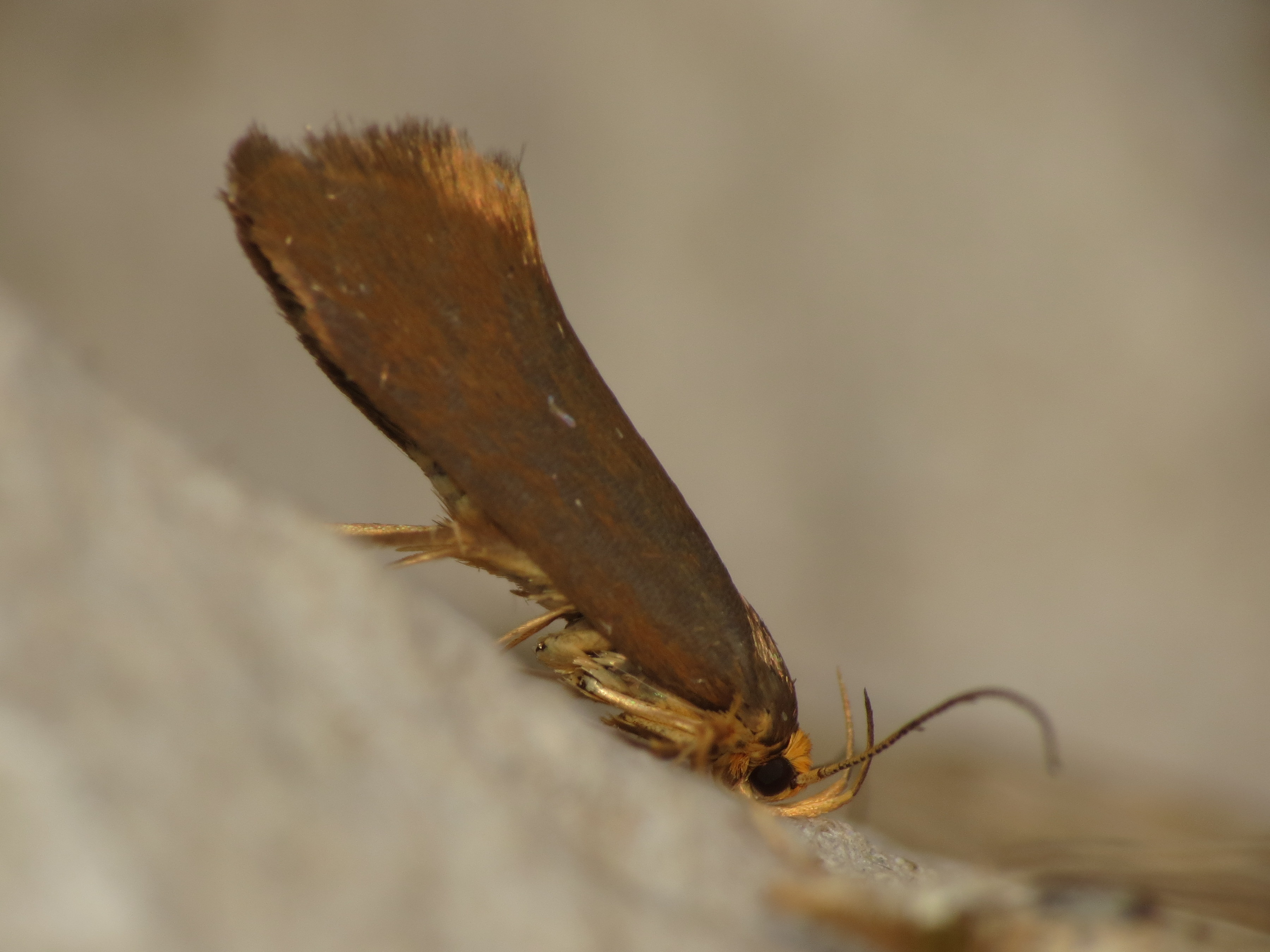
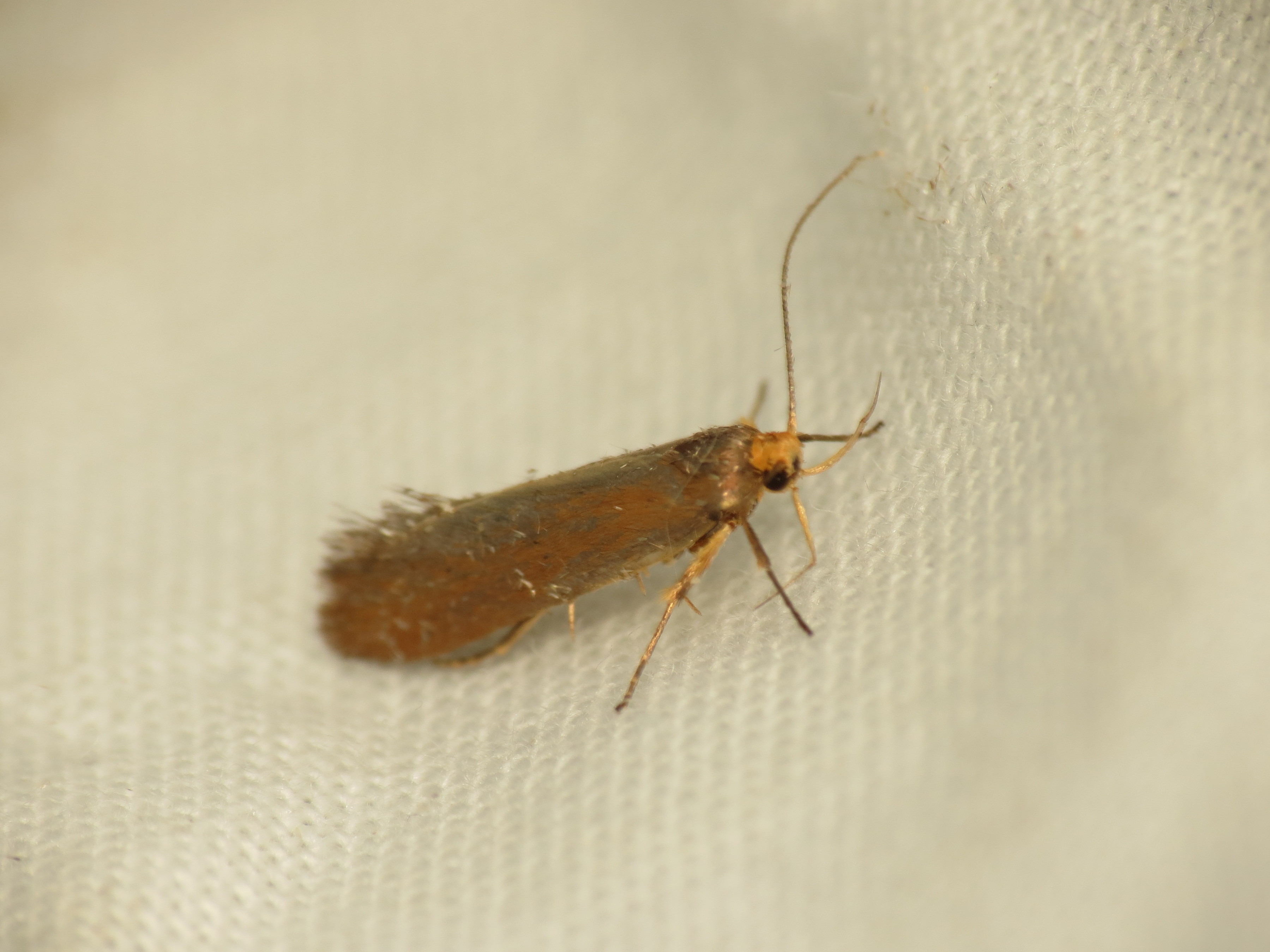
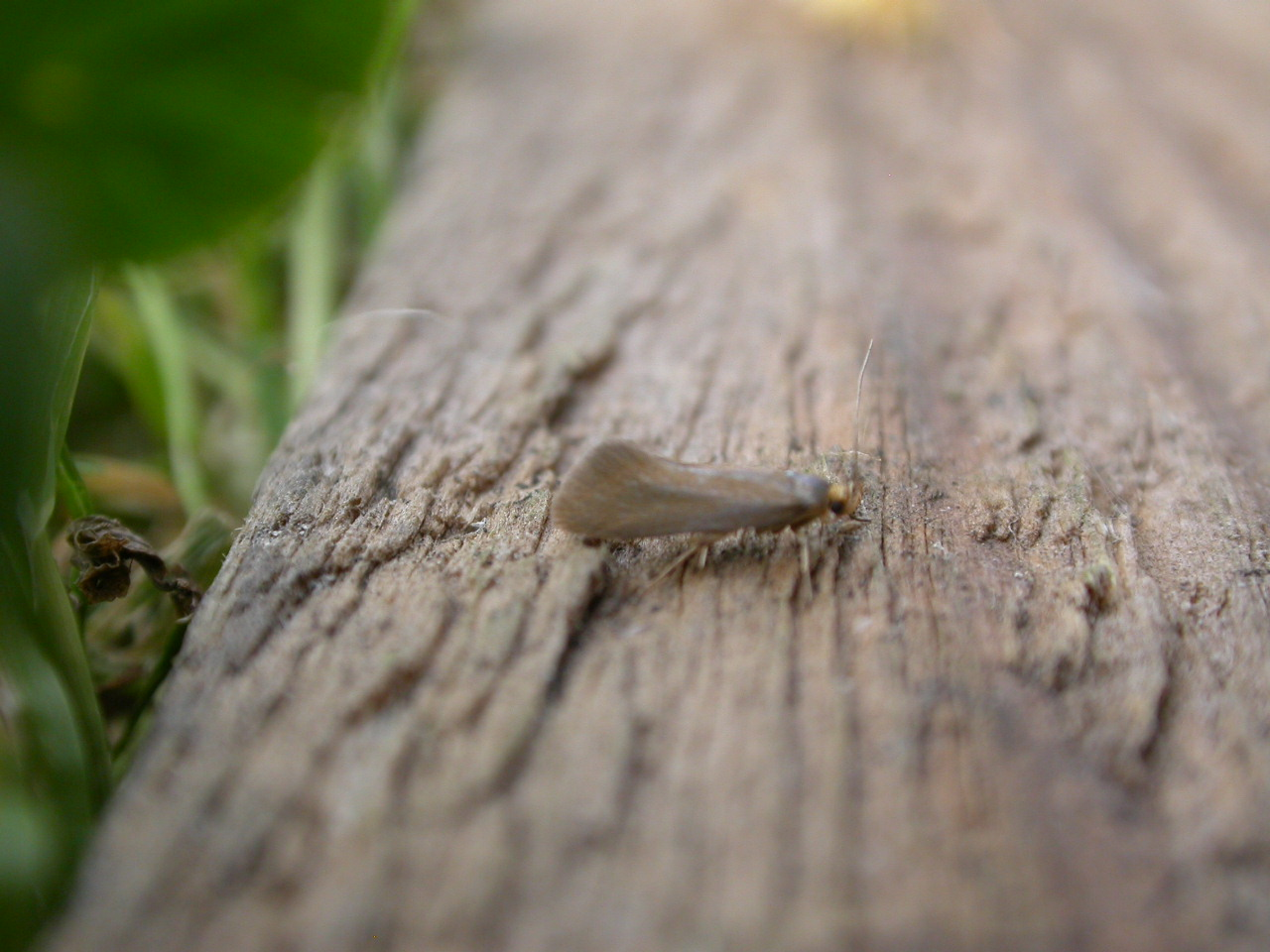
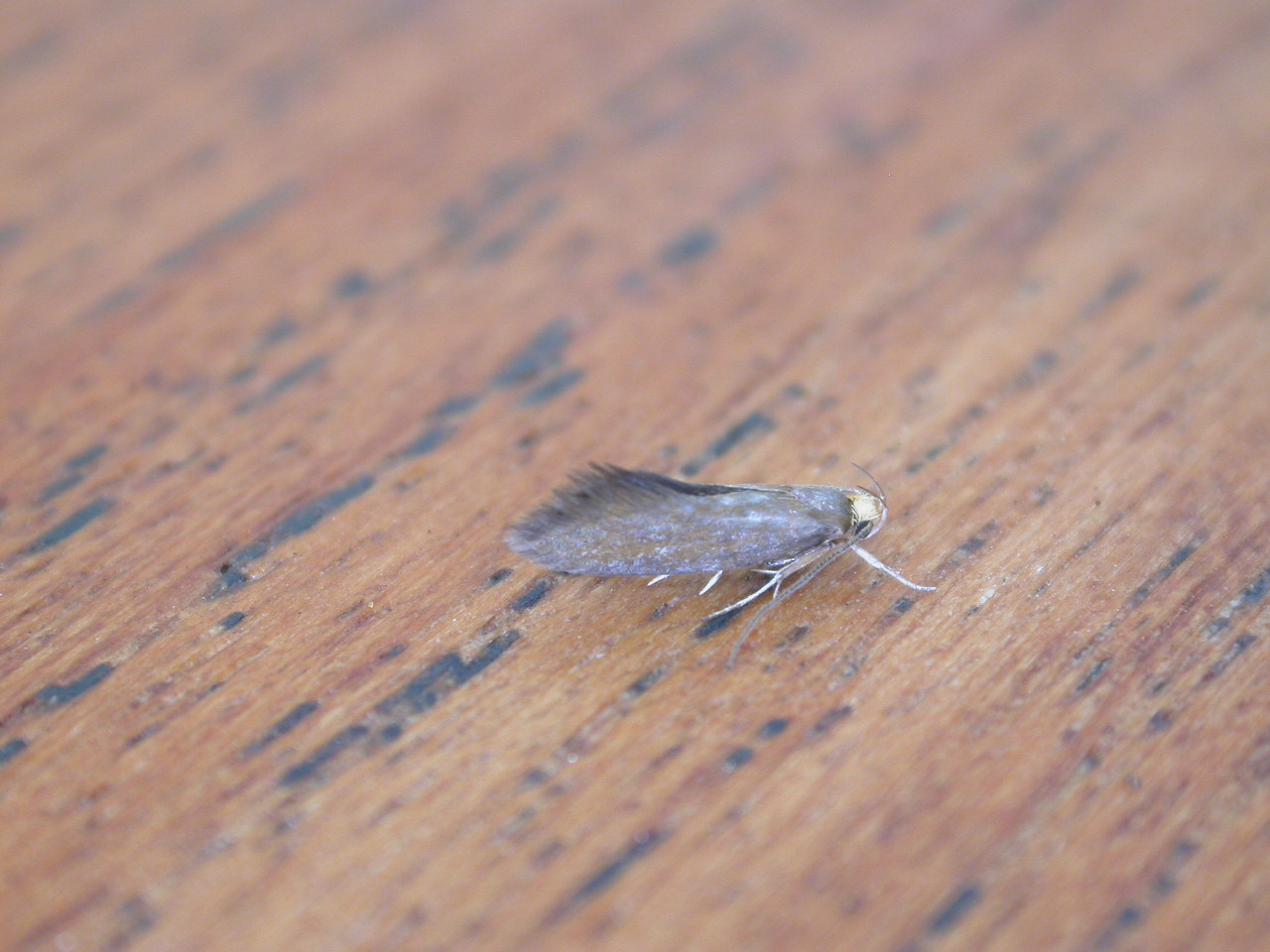